# Himmeta kyrka
Himmeta kyrka är en kyrkobyggnad som tillhör Malma församling i Västerås stift. Kyrkan ligger i Köpings kommun. Vid kyrkplatsen finns Himmeta folkskola från 1878, jämte senare uppförda skolhus, några bostadshus från 1960-talet, samt församlingshemmet från 1912. Kyrkogården är anlagd på ett långsträckt höjdparti och har formen av en långsträckt rektangel med kortsidorna i öst och väst. Huvudingången i norr är en stiglucka från 1909, rekonstruerad med medeltida förebild.

## Kyrkobyggnaden
Den ursprungliga kyrkan uppfördes på 1200-talet och fick en sakristia tillbyggd på 1300-talet. Under senare delen av 1400-talet fick kyrkorummet sina nuvarande stjärnvalv. I taklaget finns återanvänt medeltida virke, men inga hela bevarade medeltida takstolar. De medeltida delarna är sprättäljda. Bland annat finns bevarad taktro som kan vara från 1200-talet. Åren 1768-1772 förlängdes kyrkan åt öster och nuvarande kor tillkom. Samtidigt blev ytterväggarna spritputsade och gulmålade. Nuvarande tornspira sattes upp 1892.
I sin nuvarande form består kyrkan av ett rektangulärt långhus med tresidigt avslutat kor i öster och kyrktorn i väster. Vid norra sidan finns en vidbyggd sakristia. Kyrkobyggnaden är byggd av gråsten, med tegel i dörr- och fönsteröppningar. Taken är belagda med falsad plåt. Tornets spira är belagd med kopparplåt.
Kyrkorummet har tre stjärnvalv och ett kupolvalv ovanför koret. Inredningssnickeriernas färgsättning förnyades 1954, då även det medeltida altarskåpet åter placerades i kyrkorummet.

## Inventarier
- Altarskåpet är från 1400-talet.
- Altaruppsatsen i marmorerat trä är tillverkad av bildhuggaren Jonas Holmin. Altaruppsatsen kom på plats 1788.
- Vid norra väggen finns en predikstol i nyklassisk stil som är tillverkad 1853. Predikstolens sexsidiga korg har bildfält med förgyllda bildhuggeriarbeten.
- Dopfunten av ljus granit är huggen 1953.

### Orgel
- 1857 byggde Erik Adolf Setterquist, Hallsberg, en orgel med 6 stämmor, en manual och bihängd pedal.
- Den nuvarande orgeln byggdes 1943 av A Magnussons Orgelbyggeri AB, Göteborg. Orgeln är pneumatisk. 1968 omdisponerades orgeln av Gunnar Carlsson, Borlänge.

| Manual I      | Manual II     | Pedal      | Koppel   |
| Gedackt 8´    | Rörflöjt 8´   | Subbas 16´ | I/P      |
| Oktava 4'     | Fugara 8'     |            | II/P     |
| Flöjt 2'      | Kvintadena 4' |            | II/I     |
| Mixtur 3 chor | Principal 2'  |            | I 4'/I   |
|               |               |            | II 16'/I |
|               |               |            | II 4'/I  |

## Galleri

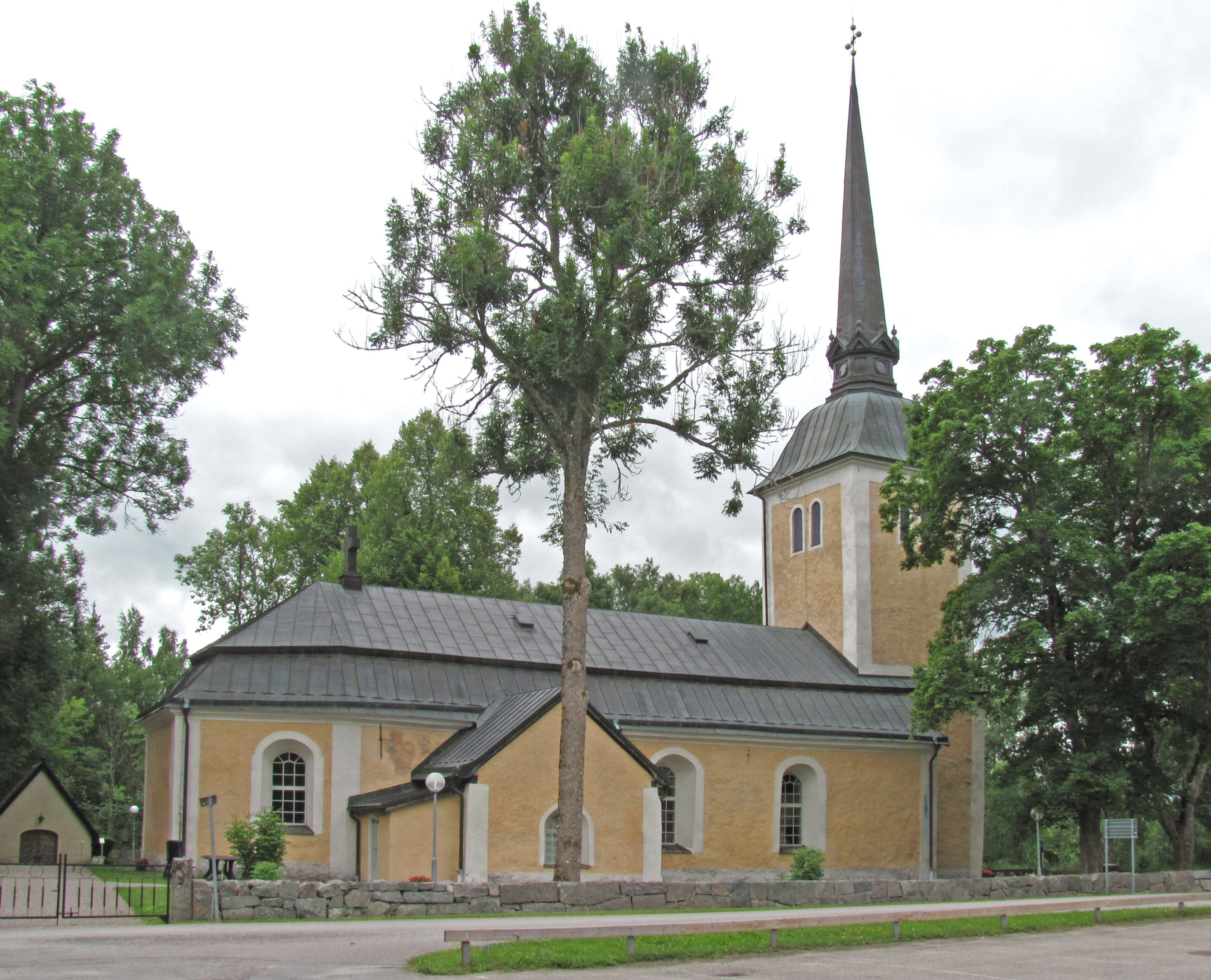
Himmeta kyrka från norr
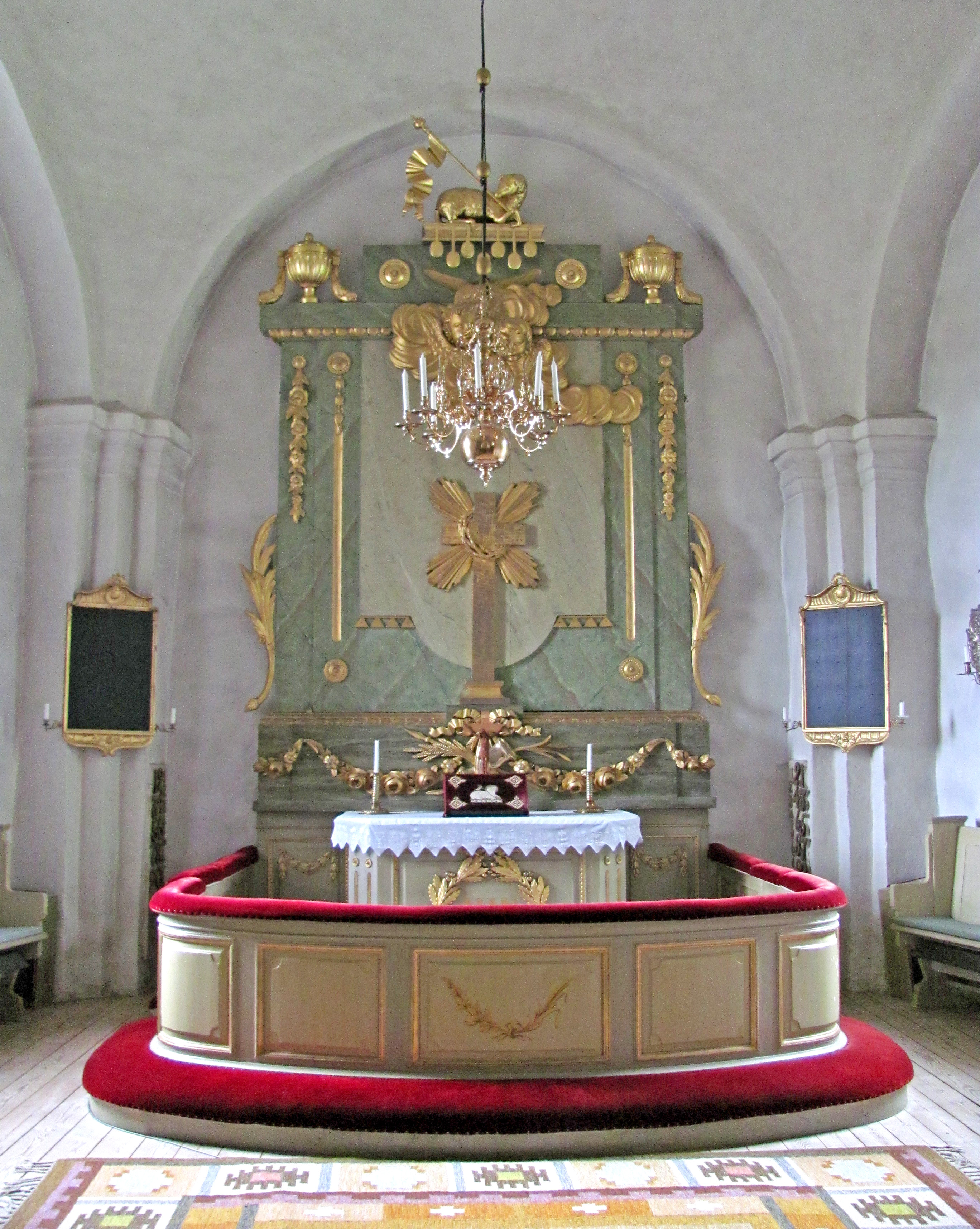
Altaret
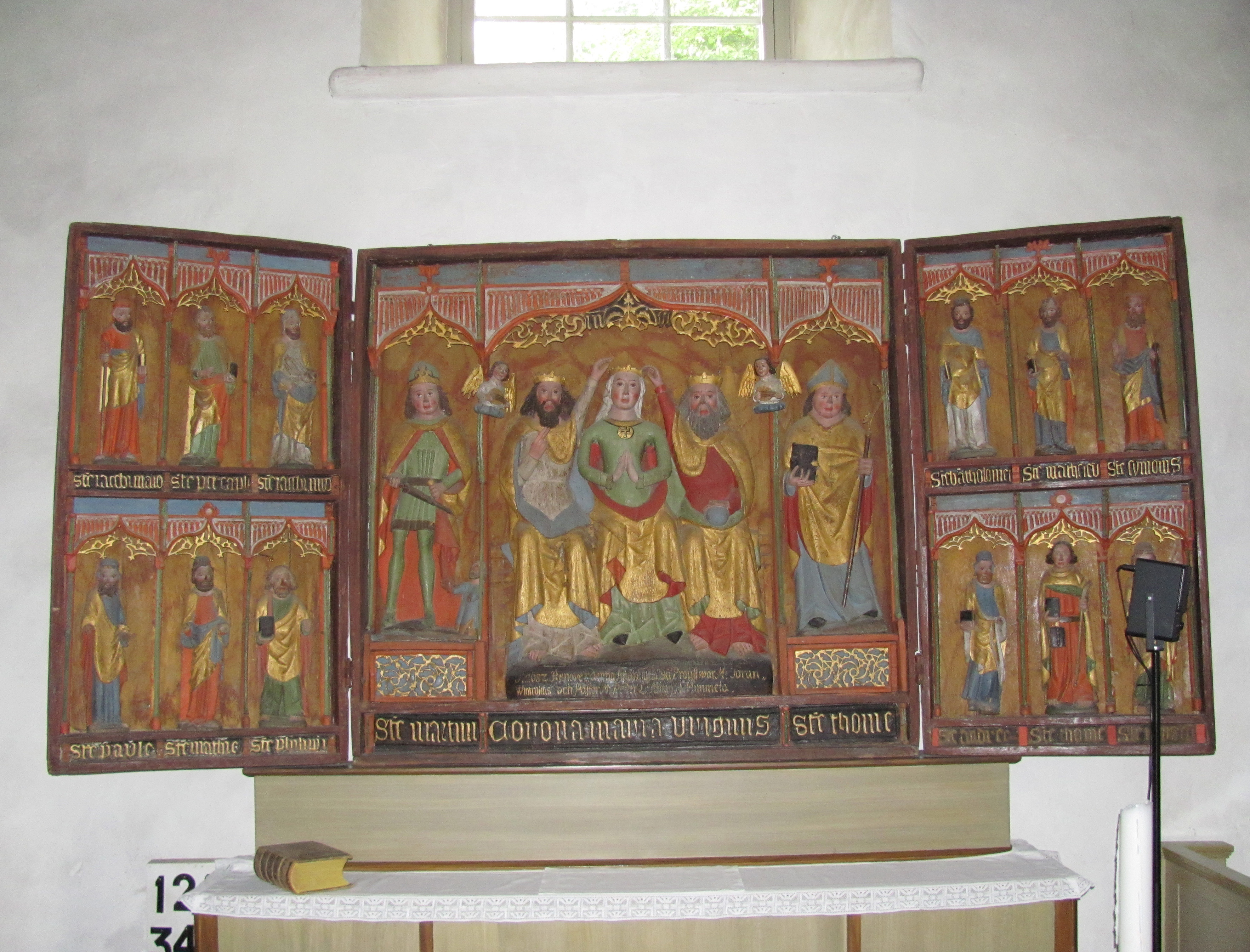
Altaruppsatsen
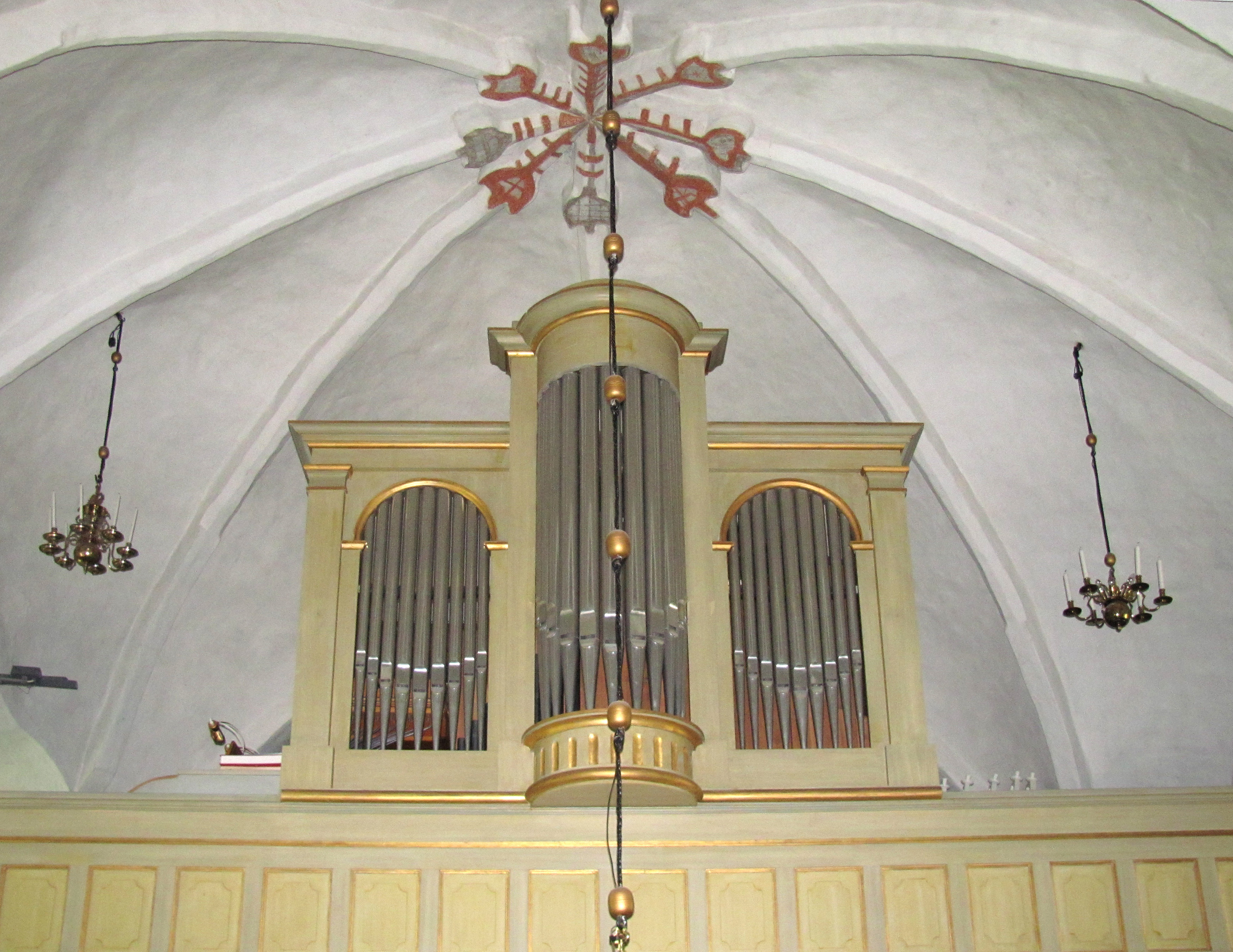
Orgeln
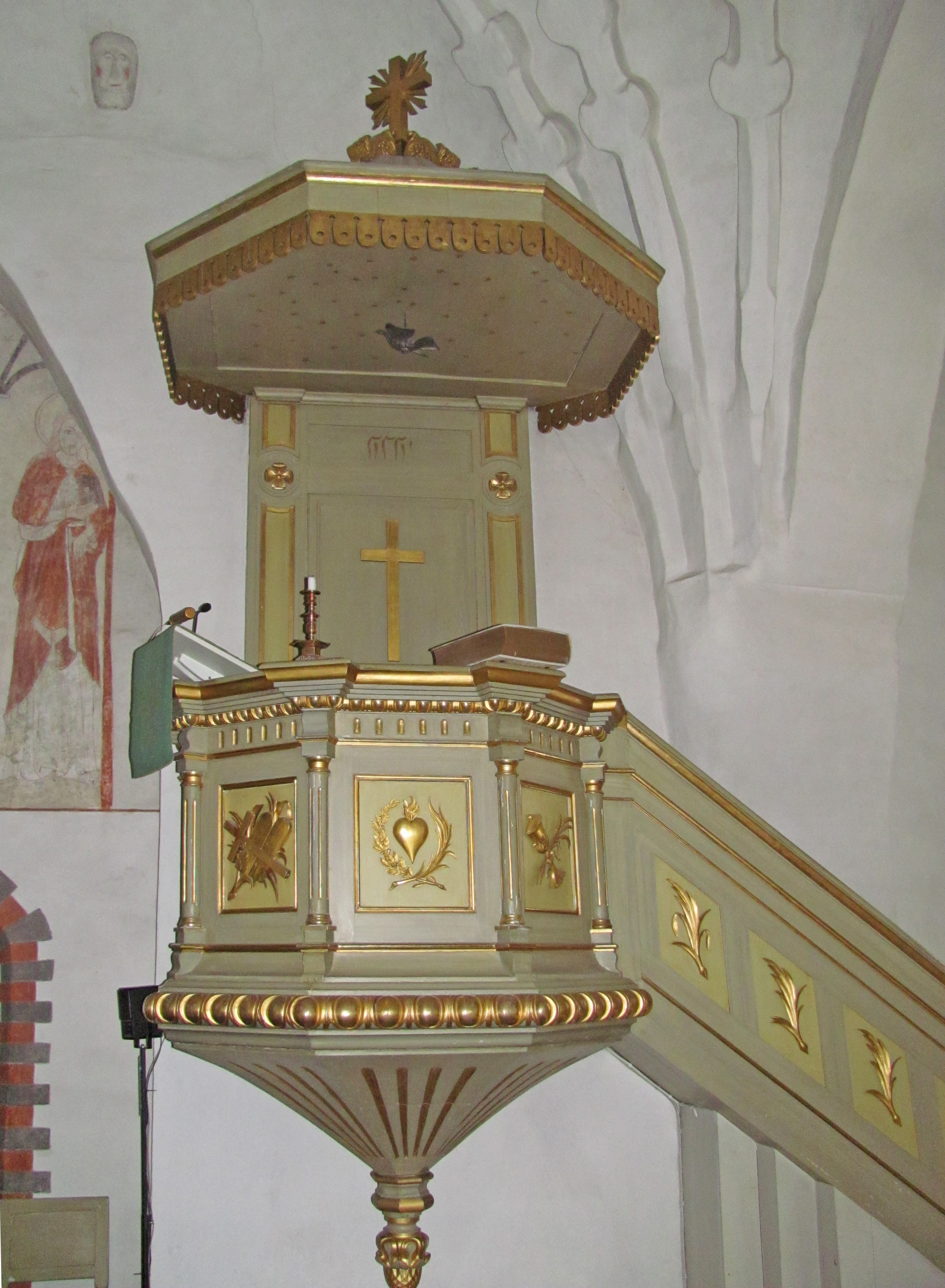
Predikstolen
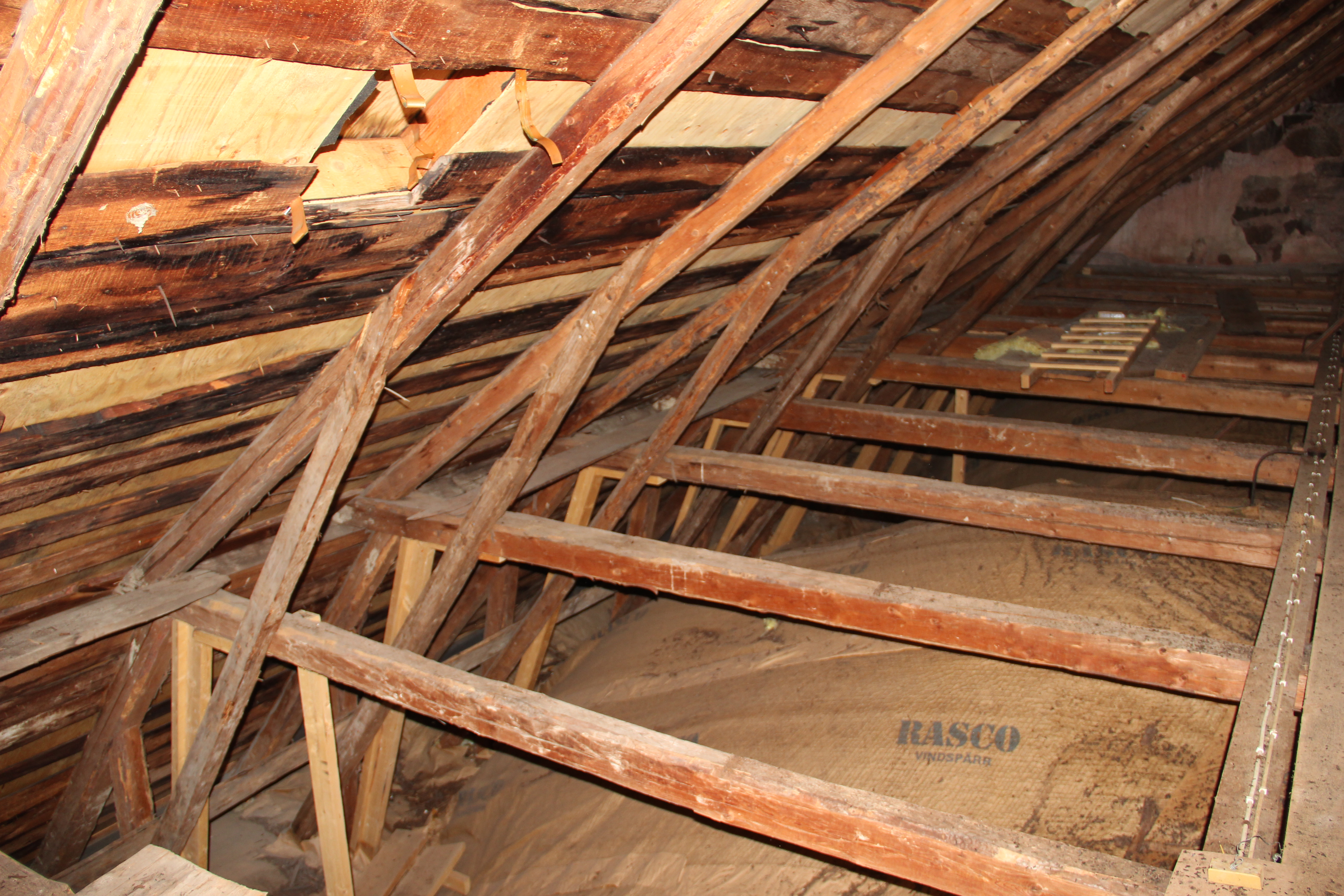
Kyrkans taklag